# Echinodorus major
Echinodorus major là một loài thực vật có hoa trong họ Alismataceae. Loài này được (Micheli) Rataj mô tả khoa học đầu tiên năm 1967.